# 橘园 (罗马)
橘园 (義大利語：Giardino degli aranci)是罗马的一个公园，面积约7，800平方米，位于阿文提诺山，可以观赏城市绝佳的景色。花园由拉斐尔德维科在1932年设计，为公众提供罗马继𬞟丘和贾尼科洛山之后的另一个观景楼。

## 历史
花园的名字来自生长在那里的许多苦橙树，原址最初是一座十世纪的古城堡，萨维利家族在1285年至1287年在原址上建造的一座古堡垒，靠近圣撒比纳圣殿。花园周围仍有萨维利城堡的围墙和其他遗迹。

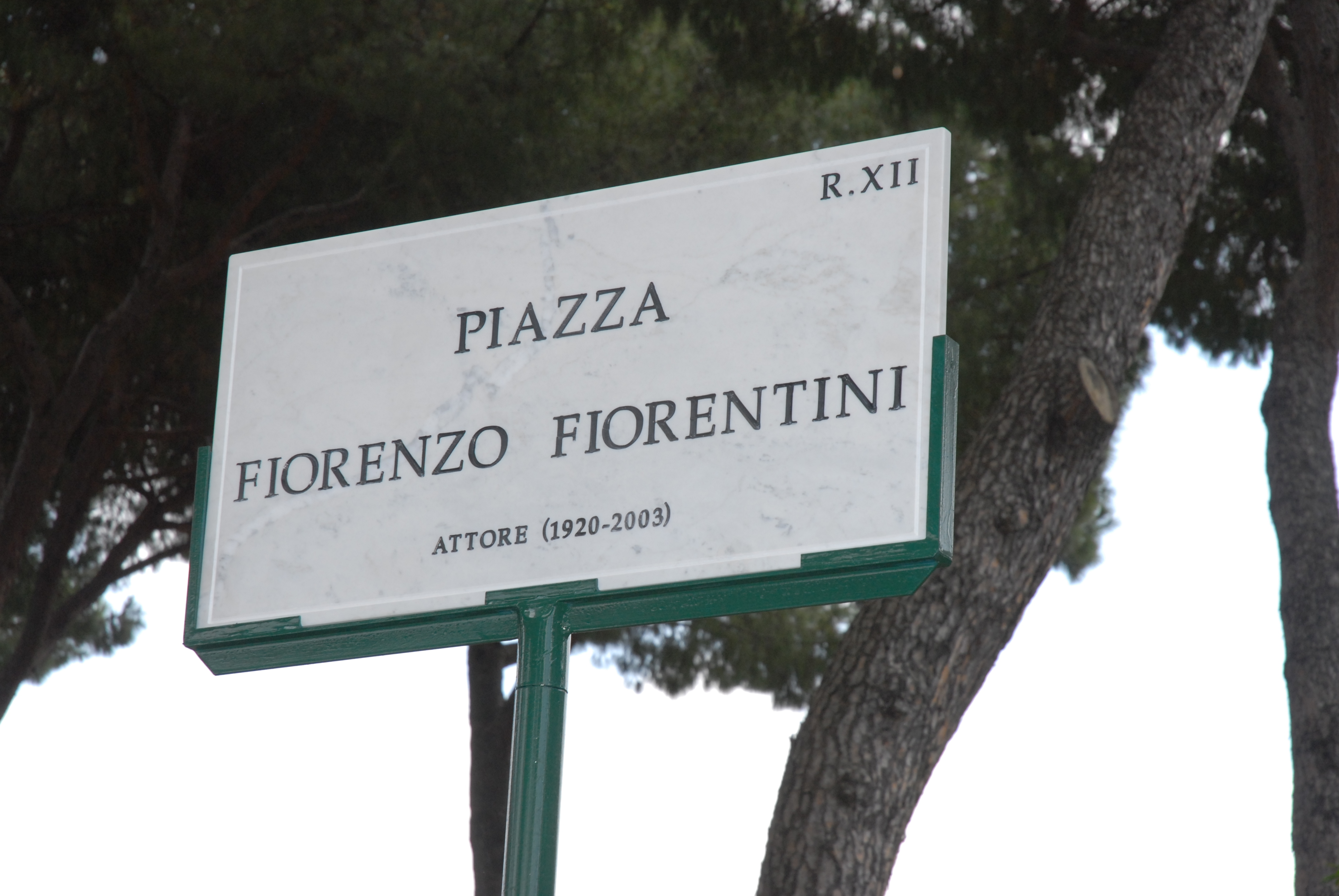
纪念菲奥伦佐·菲奥伦蒂尼的路牌

城堡后来归属道明会，改为修道院，小公园变成了菜园。据传说，圣道明从西班牙运来树苗，种下了花园的第一棵橙树。还传说圣加大利纳从这棵树上摘了橘子，糖渍以后，献给乌尔巴诺六世.。

## 现代公园
花园布局非常对称，中央大道以演员尼诺·曼弗雷迪命名，中央广场以另一位罗马演员菲奥伦佐·菲奥伦蒂尼的名字命名，他多年来一直领导着公园里举办的夏季戏剧季。
位于彼得罗·德伊利里亚广场入口处的喷泉由两个独立的作品制成：一个罗马温泉浴场，一个宏伟的大理石面具，最初是1593年由贾科莫·德拉·波尔塔雕刻， 为装饰罗马市中心的牛市广场（Campo Vaccino）的喷泉。面具历史悠久。1816年，广场喷泉拆除后，它被回收，从1827年用来装饰台伯河右岸的一个喷泉。这座喷泉于1890年被拆除，雕塑被保存在市政仓库中，后来移到现在的位置。